# Zosima (Dawydow)
Zosima, imię świeckie Igor Wasiljewicz Dawydow (ur. 12 września 1963 w Krasnojarsku, zm. 9 maja 2010 w Jakucku) – rosyjski biskup prawosławny.
W 1980 ukończył szkołę średnią w Moskwie i rozpoczął naukę w szkole artystycznej; w latach 1985–1987 odbywał zasadniczą służbę wojskową. Po jej zakończeniu brał udział w odbudowie Monasteru Daniłowskiego w Moskwie.
W listopadzie 1990, jako student Moskiewskiej Akademii Duchownej, wstąpił jako posłusznik do Ławry Troicko-Siergijewskiej. 16 grudnia 1991 jej przełożony, archimandryta Teognost (Guzikow) przyjął od niego wieczyste śluby mnisze i nadał mu imię Zosima, na cześć świętego mnicha Zosimy Sołowieckiego. W czerwcu 1992 został przeniesiony do reaktywowanego Monasteru Daniłowskiego. Dwa miesiące wcześniej z rąk patriarchy moskiewskiego i całej Rusi Aleksego II przyjął święcenia diakońskie. 13 grudnia 1992 ten sam hierarcha wyświęcił go na hieromnicha. Od 1998 do 2000 był członkiem Rosyjskiej misji prawosławnej w Jerozolimie, po czym wrócił do Monasteru Daniłowskiego. 12 września 2003 otrzymał godność ihumena.
17 sierpnia 2004 Święty Synod Rosyjskiego Kościoła Prawosławnego udzielił mu nominacji na biskupa jakuckiego i leńskiego. W związku z tym 28 sierpnia 2004 otrzymał godność archimandryty. Uroczysta chirotonia miała miejsce 27 września tego samego roku w soborze Chrystusa Zbawiciela w Moskwie.
Zmarł 9 maja 2010 natychmiast po odprawieniu Świętej Liturgii w cerkwi św. Mikołaja w Jakucku. Przyczyną zgonu był atak serca. Dwa dni później został pochowany w cerkwi Przemienienia Pańskiego w tym samym mieście.
W 2011 Patriarchat Moskiewski wydał tom poświęconych mu wspomnień.